# Sembat I. der Märtyrer
Sembat I., genannt der Märtyrer, († 8. Mai 914 in Dvin) aus der Dynastie der Bagratiden war ein armenischer König, der im Jahr 890, als sein Vater Aschot I. starb, den Thron bestieg.

## Politik
Zu Beginn seiner Herrschaft verfolgte Sembat eine stark probyzantische Politik und wandte sich somit weiter gegen die arabischen Gouverneure von Aserbaijan, die weiterhin die Herrschaft über Armenien beanspruchten. Im Jahr 892 oder 893 eroberte er Dvin und schickte die Kommandanten von Dvin in Ketten nach Konstantinopel zu Leo VI. Sechs Jahre später ließ er seinen Verwandten Abu Ali, den Fürsten von Albania, ermorden. Im gleichen Jahr fielen erneut arabische Truppen in Armenien ein, weshalb Sembat zur Flucht gezwungen war. Dabei ließ er seine Familie und seinen Hof zurück. Nach seiner Rückkehr begann der Konflikt mit Konstantin von Abchasien, da beide die Festung Up‘lisc‘ixe beanspruchten. Es gelang jedoch, diesen Konflikt durch eine Hochzeit zwischen den beiden Familien zu beenden.

## Konflikt mit Gagik II. Arcruni
Ab 901 war Yusuf Gouverneur von Aserbaijan und unternahm mehrere Feldzüge gegen Sembat. Sein Vasall Gagik wandte sich um 907/908 von ihm ab und schlug sich als Gegenkönig Gagik II. Arcruni auf die Seite Yusufs. Mit Hilfe Gagiks gelang es Yusuf im Jahr 908, über die Pässe von Siwnik in Armenien einzufallen und sich für längere Zeit in Armenien festzusetzen. Als Folge schlossen sich mehrere Fürsten auf die Seite Gagiks. Zusammen gelangen Gagik und Yusuf mehrere Erfolge gegen Sembat, so belagerten sie Sembats Regierungssitz Kapoyt. Die Hilferufe von Sembat an Byzanz wurden nicht erhört, und so musste sich Sembat im Jahr 913 ergeben. Er wurde für ein Jahr in Dvin eingekerkert und zu Tode gefoltert. Nach seinem Tod wurde sein Leichnam geköpft und öffentlich zur Schau gestellt.